# Ménie Muriel Dowie

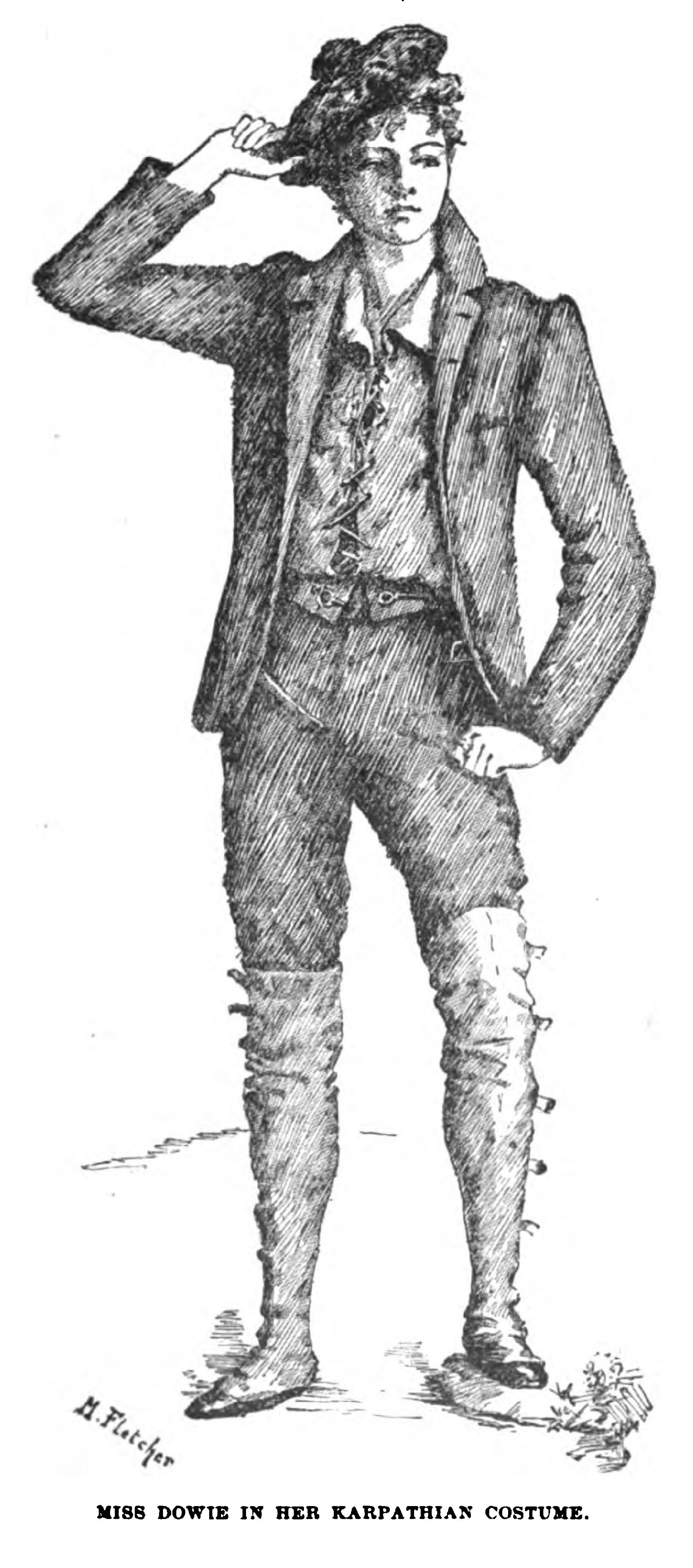
Atuendo que utilizó Dowie durante su viaje por los Cárpatos.

Ménie Muriel Dowie (15 de julio de 1867 – 25 de marzo de 1945) fue una escritora británica.

## Educación y primeros años
Dowie nació en Liverpool, hija de Annie Dowie y del mercader James Muir Dowie. Su abuelo materno fue el  editor y autor escocés Robert Chambers.
Educada en Liverpool, Stuttgart, y Francia, dedicó la primera parte de su segunda década de vida a viajar. Su recorrido más conocido, en el verano de 1890, fue a través de los Montes Cárpatos, donde viajó sola y a caballo. Su libro de viaje, Una chica en los Cárpatos, fue publicado el año siguiente y leído por ella a grandes audiencias.

## Matrimonio y viaje
En 1891 Dowie contrajo matrimonio con el escritor y viajero Henry Norman, viajando juntos extensamente durante los próximos años. Su hijo, Henry Nigel St Valery Norman, nació en 1897. Norman se divorció de ella en 1903, después de descubrir su romance con Edward Arthur Fitzgerald, con quien posteriormente se casaría el 13 de agosto de 1903.

## Carrera como escritora
En 1895 su primera novela, Gallia, fue publicada. Gallia causó algo de controversia por su representación de las relaciones sexuales y marcó claramente a Dowie como una Nueva Mujer escritora. Aparte de otros escritos ocasionales, publicó dos novelas más, The Crook of the Bough (1898), una historia satírica que describe actitudes contemporáneas de mujeres en Turquía, y Love and His Mask (1901), sobre la segunda guerra bóer.

## Divorcio y vida más tardía
En 1903 se divorció de Henry Norman, causando un escándalo por se públicamente acusada de adulterio con el montañista Edward Fitzgerald. Dowie se retiró de la escena literaria y se casó con Fitzgerald más tarde ese año. Su matrimonio no dio hijos.
En 1915, Henry Norman recibe el título de Baronet. Aun estando divorciada de Dowie, ya que su hijo había nacido durante el plazo del matrimonio, recayó en él la herencia al título tras el fallecimiento de su padre, en 1939.
En Inglaterra, Dowie se asentó en una granja y obtuvo reconocimiento en la actividad ganadera, exhibiendo sus Red Poll en espectáculos alrededor Inglaterra y exportando ganado a Mombasa, Kenia.
En 1928 Dowie se separa de Fitzgerald, falleciendo este último en 1931. Padeciendo asma, y también creyendo que Gran Bretaña perdería la guerra, Dowie emigró a los Estados Unidos en 1941. En 1943 su hijo, y padre de tres, fallece en un accidente de aeronave, a los 45 años.
Dowie murió en Tucson, Arizona en 1945, a los 77 años.